# 2623 Zech
2623 Zech eller A919 SA är en asteroid i huvudbältet, som upptäcktes 22 september 1919 av den tyske astronomen Karl Wilhelm Reinmuth i Heidelberg. Den har fått sitt namn efter den tyske astronomen Gert Zech.
Den tillhör asteroidgruppen Flora.